# 1978 (filme)
1978 é um filme de terror argentino de 2024 dirigido por Luciano e Nicolas Onetti e iniciado por Agustin Pardella, Carlos Portaluppi, Mario Alarcon, Agustin Olcense, Maria Eugenia Rigon, Paula Silva entre outros. É produzido pela Black Mandala Produções. 
Ambientado em 1978, no jogo final entre Holanda e Argentina, um esquadrão paramilitar sequestrou as pessoas erradas, um culto mortal.
O filme teve lançamento nacional no festival Buenos Aires Rojo, edição de 2024.
A data de estreia nos cinemas argentinos seria em março de 2025.

## Trama
Durante a final da Copa do Mundo FIFA de 1978 entre Argentina e Holanda, no auge da ditadura militar, um grupo de torturadores invade violentamente uma casa e sequestra jovens, levando-os para um centro de detenção clandestino.
O que começa como um interrogatório brutal logo se transforma em um pesadelo — os captores escolheram as vítimas erradas. Os indivíduos sequestrados pertencem a um culto sombrio controlado por uma força sobrenatural desconhecida.
O centro de detenção secreto se tornará um verdadeiro inferno na Terra...

## Elenco principal
Augusto Pardella como Hugo 
Carlos Portaluppi como Carancho 
Agustín Olcense como Miguel
Santiago Rios como Alsina
Jorge Lorenzo como Baviera
Mário Alarcón como Moro
Paula Silva como Irene
Maria Eugenia Rigon como Diana

## Antecedentes do subgênero de terror de revisionismo histórico
O curta-metragem argentino 47, el muerto (2000), dirigido por Adrián Dentoni e Fernando Gabriel Sosa, é considerado um dos primeiros exemplos do subgênero de terror de revisionismo histórico na América Latina.
O filme mostra um ex-repressor da ditadura militar sendo atormentado pelo espírito de uma de suas vítimas, invertendo os papéis tradicionais de vítima e agressor. Essa narrativa e a atmosfera de terror político influenciaram produções posteriores que combinam memória histórica com elementos de terror.
47, el muerto serviu como referência conceitual para filmes argentinos posteriores, como 1978, consolidando a tendência de usar o terror para explorar traumas históricos e sociais, estabelecendo um precedente importante para estudos sobre terror e memória coletiva no cinema latino-americano.

## Recepção crítica
Os críticos rejeitam o roteiro e os efeitos. 
O Rotten Tomatoes deu 50% de aprovação para 30 críticos.
O site Surgeon of Horror elogiou o filme com estas palavras: "seu ritmo metódico, implacável, brutalidade e atmosfera grotesca podem ser avassaladoras". 
Scream Anarchy elogiou os efeitos especiais do filme com as seguintes palavras: "Há uma boa dose de sangue e violência que acontece na segunda metade do filme. Os efeitos especiais de Yanel Castellano, regular dos Onetti Brothers, e da novata Melisa Ontivero são bons. Isso inclui um momento em que outra regular Maria Eugenia Rigon ( Abrakadabra, Scars ) e sua co-estrela Justina Ceballos neutralizam um membro do esquadrão da morte". 

## Links externos
- https://www.imdb.com/title/tt33304396/?ref_=nm_flmg_job_1_cdt_t_2 (imdb)
- https://letterboxd.com/film/1978/ (Letterboxd)
- https://www.filmaffinity.com/es/film149705.html (FilmAffinity)